# Santa Rosa de Copán
Santa Rosa de Copán ist eine Stadt mit ca. 50.000 Einwohnern und Hauptort einer aus zahlreichen Dörfern (aldeas) bestehenden Gemeinde (municipio) mit insgesamt etwa 65.000 Einwohnern im Westen von Honduras. Die Stadt ist seit dem Jahr 1916 Sitz des Bistums Santa Rosa de Copán.

## Lage und Klima
Die Stadt Santa Rosa de Copán liegt im waldreichen honduranischen Bergland ca. 300 km (Fahrtstrecke) nordwestlich von Tegucigalpa in einer Höhe von ca. 1150 m. Die Maya-Ruinen von Copán liegen ca. 50 km (Luftlinie) bzw. ca. 100 km (Fahrtstrecke) westlich. Das Klima ist subtropisch; die durchschnittliche jährliche Niederschlagsmenge liegt bei ca. 1470 mm.

## Bevölkerungsentwicklung
| Jahr      | 2001   | 2013   |
| Einwohner | 28.292 | 48.485 |

Der deutliche Bevölkerungszuwachs beruht im Wesentlichen auf der immer noch anhaltenden Zuwanderung von Einzelpersonen und Familien aus den Dörfern der Umgebung.

## Wirtschaft
Die Stadt ist Zentrum des regionalen Tabak- und Kaffeeanbaus. Dazugehörige Produktionsstätten können besichtigt werden.

## Geschichte
Im Jahr 1830 wurde der 35 Jahre zuvor gegründete Ort das Zentrum einer Gemeinde (muncipio) und erhielt das Recht zur Selbstverwaltung.

## Sehenswürdigkeiten
- Das historische Stadtzentrum ist geprägt von kolonialem Flair.
- Die der im gesamten spanischen Kolonialreich hochverehrten hl. Rosa von Lima († 1617) geweihte Kirche wurde nach 5-jähriger Bauzeit im Jahr 1803 fertiggestellt und im Jahr 1916 zur Kathedrale erhoben. Das Innere der Kirche ist dreischiffig, wobei die Säulen und Gewölbe aus Holz gefertigt sind.